# نقش تخت خان
تخت خاتون أو تخت خان هي منطقة ممتعة على الطريق من إيلام إلى مهران وفي منطقة صالح آباد. نظرًا لموقعها على المنحدر الغربي لجبل نخجير ، ولديها نبع ماء بارد ونقي ، وإمكانية صيد جميع أنواع الحيوانات البرية وتوفير حطب أشجار البلوط، كانت هذه المنطقة مكانًا جيدًا للراحة والاستجمام لمحافظي إيلام.
ينتمي نقش تخت خان إلى فترة القاجار ويقع في مدينة إيلام ، قسم صالح أباد ، قرية بن روشان. شكل النقش متوازي مع الجوانب بأبعاد 145 × 190 سم وفي البداية قطعوه إلى حوالي 2 سم من أجل توفير سطح أملس ومن ثم نقش الحروف والكلمات بخط نستعليق عليه. خط الخط من نوع النستعليق ومكسور بميل نحو النستعليق الذي يعتبر من أجمل النقوش من نوعه من حيث الكتابة والنقش. وبعض الخدمات المدنية هي غلام رضا خان فيلي.